# Maryla Hopfinger
Maryla Hopfinger (ur. 1 lutego 1942 w Borysławiu) – profesor nauk humanistycznych, pracownik Instytutu Badań Literackich PAN.
Wykłada komunikacje społeczną oraz media i komunikację masową w Warszawskiej Wyższej Szkole Humanistycznej im. Bolesława Prusa. Prowadzi też seminaria w Szkole Nauk Społecznych i w Instytucie Kultury Polskiej UW oraz Collegium Civitas.
W grudniu 1975 roku była sygnatariuszką protestu przeciwko zmianom w Konstytucji Polskiej Rzeczypospolitej Ludowej (List 59). 20 sierpnia 1980 roku podpisała apel 64 uczonych, pisarzy i publicystów do władz komunistycznych o podjęcie dialogu ze strajkującymi robotnikami.
Żona profesora Stefana Amsterdamskiego. Syn Jacek (ur. 1978) jest szefem działu nowych mediów w Onet.pl.

## Wybrane publikacje
- Doświadczenia audiowizualne: o mediach w kulturze współczesnej, Warszawa: "Sic!", 2003.
- Kultura audiowizualna u progu XXI wieku, Warszawa: IBL. Wydaw., 1997.
- W laboratorium sztuki XX wieku: o roli słowa i obrazu, Warszawa: Wydaw. Naukowe PWN, 1993.
- Kultura współczesna – audiowizualność, Warszawa: PIW, 1985.
- Komunikacja filmowa lat XX i XXX-tych w Polsce wobec tradycji kultury literackiej, Olsztyn: Wyższa Szkoła Pedagogiczna, 1977.
- Adaptacje filmowe utworów literackich. Problemy teorii i interpretacji, Wrocław: Zakład Narodowy im. Ossolińskich. Wydaw. PAN, 1974